# 白石麻衣
白石麻衣（日语：／ Shiraishi Mai */?，1992年8月20日—）是日本女藝人、演員、模特兒、YouTuber，為女子偶像團體乃木坂46前成員，群馬縣出身，所屬經紀公司為乃木坂46合同會社。曾是時尚雜誌《Ray》專屬與《LARME》常規模特兒，目前活躍於各知名時尚雜誌。2011年8月以乃木坂46一期生身分出道。2020年10月28日自乃木坂46畢業。在籍期間，白石在成員中是擁有較高知名度與較多個人演藝活動之一，同時被公認是團體中「美」的象徵。不假修飾的個性，因而白石在偶像圈擁有高人氣，在女性和一般大眾中也受到廣泛支持與喜愛。

## 早年生活
幼稚園的時候，白石未來的夢想是開蛋糕店；小學6年級時，因為對時尚感興趣，開始夢想成為造型師和模特兒；中學一年級時，透過模特兒喜歡上了音樂，加入了吹奏樂部。之後，轉到壘球部，右投左打的白石從初一開始代跑出場。中學二年級時，主要擔任第2棒與二壘手先發出場，打擊率三成；曾擔任過第4棒，總計留下擊出10支全壘打的紀錄。特別擅長觸擊，能活用50米跑7秒的速度擊出安全觸擊並上壘成功。
初中時期，由於霸凌不去學校，畢業後離開群馬縣就讀於埼玉縣的女子高中，並與母親一起搬家到埼玉縣。高中2年級時，以保育士為目標，參加了保育相關的選修課和檢定考試；高中3年級時，透過生涯諮詢知曉了音樂相關的專門學校，以暑假參加體驗課為契機高中畢業後升入音樂專門學校。雖然父母建議白石入學短期大學，然而白石以會在音樂的道路上努力為由說服父母。專業學生時代學習歌的課程、聽力、音樂理論、福音音樂等，以SPEED和Perfume這樣的小規模的舞蹈歌唱組合為目標學習。

## 演藝經歷

### 2011年－2012年：出道初期
2011年，被班主任講師推薦，參加了乃木坂46一期生的徵選。2011年8月21日，通過最終審查正式成為乃木坂46創團成員，徵選時唱的曲目是西野加奈的《就讓我這樣》（このままで）。被選為暫定選拔成員，站位中間列。加入乃木坂46初期，沒有跳舞經驗與連日早晚的舞蹈練習造成白石陷入苦戰，使最初以歌手為目標的白石覺得與自己所想有出入。與同團成員商談想起了與父母的約定，白石决定積極向前活動。11月14日，開通了個人的乃木坂46官方博客。
2012年2月22日，以乃木坂46首張單曲《窗簾圍繞》出道。5月2日，首次獲選為第二張單曲《來吧Shampoo！》中的B面曲《將偶然當做藉口》（偶然を言い訳にして）小組曲成員，同時也是乃木坂46第一個小分組。11月8日，白石作為模特兒初次登上「Girls Award 2012 秋冬展」走秀。

### 2013年：《Girl's Rule》、模特兒活躍
2013年1月1日，白石與同團已年滿18歲成員首次一同出演《COUNT DOWN TV跨年LIVE》，作為暫代Center（中心位置）首次披露乃木坂46第4張單曲《制服模特兒》。1月5日，初次單獨作為常規出演深夜節目《愛賽馬！》助理MC。1月13日，與橋本奈奈未、松村沙友理、衛藤美彩在乃木神社一起舉行成人式。
3月19日，被時尚雜誌《Ray》聘請為專屬模特兒，於3月23號發行的《Ray》登場，成為乃木坂46中第一個時尚雜誌專屬模特兒的成員。
作為乃木坂46以美而為人熟知的白石，這一年在賽馬綜藝節目《愛賽馬！》中常規出演之外，白石自2012年起，已在時尚雜誌《Ray》上作為嘉賓模特兒登場3次，展現了與偶像不同的一面，受編輯部的青睞因而被選為專屬模特兒，人氣和知名度在不斷成長。4月20日，在乃木坂46第5張單曲《你就是希望》全國握手會的會場京都PULSE PLAZA內宣布成為第6張單曲《Girls' Rule》Center（中心位置），成為乃木坂46第2代Center。
6月15日，《愛賽馬！》企劃環節中初次為賽馬命名，取名「你的名字是Center」（キミノナハセンター）。6月24日，在東京巨蛋舉行的社會人美式足球東日本春季決賽「第36屆 PEARL BOWL」中作為特別嘉賓出演，在中場休息表演中登場演唱《來吧Shampoo！》，並與140名啦啦隊一起披露了新曲《Girls' Rule》。
7月8日，宣布在Sexy Zone成員中島健人主演的電影《劇場版 BAD BOYS J》（11月9日上映）中參演，是個人首次出演電影。白石飾演的是一位對背負著複雜想法的男人・圭太支持的女性，而白石給人一種聰慧、擁有壓倒性顯眼的容貌，而且給人神秘氛圍的女性的印象，以及超脫的存在感是製作人起用的理由。
7月9日，初次於東京巨蛋日本職棒比賽（東北樂天金鷲VS北海道日本火腿鬥士）擔任開球儀式投手，同時是乃木坂46中第一個擔任開球儀式投手的成員。在比賽開始前表演了新曲《Girls' Rule》，接著白石表情緊張地開球，但球沒能成功送往打擊區。結束後舉行的記者招待會上對於開球失敗流出淚水說出了悔恨的話。8月20日，首次單獨出演電視廣告「Samantha Thavasa L'EST ROSE」。
9月17日，繼上回初次開球失敗，東北樂天金鷲發出第2次邀請，於宮城球場日本職棒比賽（東北樂天金鷲VS福岡軟銀鷹）擔任開球儀式投手。比賽開始前在球場上表演了《Girl's Rule》，之後在成員們的注視中，白石比上一次稍微放鬆的表情站上投手丘，以大動作的姿勢投球，球以反彈到達了打擊區。白石初始露出後悔的表情，最後笑著從投手丘上離開。離開運動場後流下了眼淚。在記者會上白石表示「雖然比上次好，但是很緊張。即使在練習中扔中了，但站在投手丘上還是很緊張，所以沒能依自己想的那樣投出去」，對於自身的表現評價「（如果得分的話）是46分。因為上回接近零」。
11月21日，在「Samantha Tiara 2013 聖誕珠寶」的廣告裡出演，並且擔任「Samantha Thavasa」的官方形象代言人。11月22日，白石登上時尚雜誌《Ray》2014年1月號封面，這是白石首次單獨擔任該雜誌封面人物。白石自2013年3月開始作為該雜誌的專屬模特兒而活動，以破格的速度單獨登上封面。編輯長表示「白石有作為模特兒的素質。實際上親眼看到她的天賦，我很吃驚」寄予了很高的期待。

### 2014年－2016年：《清純的大人》、《黑金丑島君 part3》、初紅白
2014年4月11日，與乃木坂46首次登上《MUSIC STATION》演出，並表演乃木坂46第8張單曲《察覺時已是單戀》。6月，乃木坂46舞台劇《16人的主角trois》經由粉絲投票拿下主要10位角色演出資格。12月10日，第一本個人寫真集《清純的大人》發售，首週銷量為3.2萬本，取得當週Oricon公信榜寫真集部門第1與BOOK部門（書籍綜合銷量榜）第7位。
2015年1月23日，個人寫真書《MAI STYLE》發售，首週銷量為1萬9004本，取得當週Oricon公信榜寫真集部門第1與BOOK部門第4位。5月26日，於明治神宮棒球場日本職棒舉辦的交流戰（東京養樂多燕子VS北海道日本火腿鬥士）第三度擔任開球儀式投手。5月23日，宣布以乃木坂46主演的電視劇《初森BEMARS》於7月起在東京電視台電視劇24播出，白石飾演與該劇主人公角色對立的聖田園調布北極星學園女子壘球部隊長美麗。8月30日，於《乃木坂工事中》宣布乃木坂46第13張單曲《此刻，想說話的對象》首度採用雙Center制，由白石與西野七瀨一同擔任，同時是白石二度擔任。12月31日，與乃木坂46首次登上《第66回NHK紅白歌合戰》演出，並演唱乃木坂46代表曲《你就是希望》。
2016年6月29日，於《黑金丑島君 part3》出演者發表會上宣布白石參演，是個人首次單獨出演電影。8月23日，自《Ray》2016年10月號開始，白石首次連續3期單獨擔任封面人物。12月8日，宣布隔年2月7日發售個人第二本寫真集《PASSPORT》（パスポート）。白石首次展現女性內衣照與大膽露出潔白的肌膚等，挑戰乃木坂46中史上最性感的照片。拍攝的地點是白石想去的美國聖地牙哥和洛杉磯，由曾為許多女性時尚雜誌封面和廣告拍攝的攝影師中村和孝負責。同時開設第二本個人寫真集Twitter帳號宣傳。

### 2017年－2019年：《PASSPORT》、代言女王、突破與知名度攀升
2017年2月7日，第二本個人寫真集《PASSPORT》發售，首週銷量突破10萬本，除了取得當週Oricon公信榜BOOK部門與寫真集部門的雙料冠军之外，也創下Oricon公信榜自2008年開始統計女性個人寫真集首周銷量的最高紀錄。3月25日，「Tokyo Girls Collection 2017 春夏展」上宣布白石就任日本知名服裝品牌CECIL McBEE30週年形象代言人。11月2日，白石繼長谷川潤、水原希子成為資生堂彩妝品牌MAQuillAGE第三位繆思女神（代言人）。12月5日，m．data株式會社發表「2017年 TV－CM 啟用公司數排名」，白石位列女性藝人部門第五名，共獲8間公司起用。
2018年3月1日，擔任PIA株式會社2018年春發售新美瞳品牌feliamo形象模特兒。3月12日，白石成為乃木坂46第20張單曲《同步巧合》的Center，是白石時隔4年9個月再度單獨擔任乃木坂46單曲Center。3月23日，自擔任5年的時尚雜誌《Ray》專屬模特兒畢業。3月30日，於東京巨蛋日本職棒讀賣巨人VS阪神虎開幕戰中與櫻井玲香、西野七瀨、生田繪梨花、久保史緒里、山下美月一同獻唱日本國歌《君之代》。5月12日，擔任「KAGOME Labre植物性乳酸菌」飲料的代言人。5月12日，出演《世界奇妙物語》 春之特別篇2018「follower」，為白石首次單獨主演電視劇。5月17日，從時尚雜誌《LARME》創刊號開始約6年的常規模特兒畢業。6月28日，第二本個人寫真集《PASSPORT》第20次再版印刷，總印刷量突破31萬本。在講談社創業108年的歷史中，是公司有史以來印刷量最多的一本寫真集之一，連銷售部門負責人也說到「白石麻衣將會繼續創造歷史！」。7月4日，m．data株式會社發表「2018年 上半期 TV－CM 啟用公司數排名」，白石位列女性藝人部門第一名，共獲15間公司起用。11月1日，《日經Trendy》（日經BP出版）宣布白石為「2018年 今年的顏」。12月4日，m．data株式會社發表「2018年 TV－CM 啟用公司數排名」，白石位列年度女性藝人部門第一名，共獲20間公司啟用。12月21日，女性面向娛樂和生活方式的新聞網站Modelpress以讀者寄來的說服力的聲音為參考，加上模特兒系編輯部的審查，以及2018年內的報導曝光次數等選出女性10名今年的顏。白石獲選為「2018年 今年的顏」。
2019年3月29日，首次作為主要角色出演連續劇《我的裙子、去哪了?》。8月7日，公開將擔任電影《原本以為只是手機掉了 被囚禁的殺人鬼》的女主角，也是初次擔綱電影女主角。11月6日，鑒於對寫真市場之貢獻非常大，生田絵梨花和白石同時獲得第72回《野間文藝獎》特別獎及100萬日元之獎勵。

### 2020年至今：初作詞、乃木坂46畢業、初聲優
2020年1月7日，宣布於3月25日乃木坂46發售的第25張單曲活動結束後自團體中畢業。2月21日，主演的電影《原本以為只是手機掉了 被囚禁的殺人鬼》上映，觀影累計約86萬人次，票房高達11億日元。3月12日，畢業獨唱曲《掰掰。》（じゃあね。）的音樂錄影帶在乃木坂46官方YouTube頻道上公開，此曲收錄於乃木坂46第25張單曲《幸福的保護色》中，是白石第一次嘗試單獨作詞，也是坂道系列中首度由秋元康以外的人作詞的歌曲，亦是坂道系列中初次由在籍成員作詞。3月25日發行的乃木坂46第25張單曲《幸福的保護色》，為白石的畢業單曲，這也是白石最後一次擔任單曲的Center。4月28日，白石在官方部落格上宣布由於2019冠狀病毒病疫情的影響，無法舉辦在東京巨蛋5月5日至7日為期3日的畢業演唱會，因此直到能舉辦畢業演唱會為止仍是乃木坂46在籍狀態。繼續作為團體一員與成員一同努力，同時展開個人活動並根據情況做調整。8月18日，開設個人YouTube頻道「my channel【白石麻衣 公式】」，是乃木坂46在籍成員的首例，並於20日生日當天進行直播，原定延期的畢業演唱會資訊也於直播中發表。白石對於新增了能發布消息的地方表示開心，由於畢業後和粉絲們接觸的機會可能會减少，本人覺得在YouTube上也許能與粉絲距離稍微靠近一點。並充滿幹勁地表示「（影片內容）自己喜歡的事情，也接受觀眾的要求，想挑戰各種各樣的事情」。8月20日，白石宣布畢業演唱會於10月28日以線上方式舉行。「1月發表畢業宣言已經過了半年多了，一直在乃木坂46什麼都做不了，即使是我個人還是考慮到團體，我都想早點邁出一步，在考慮了很多後，想看新的乃木坂46活動之後得出的結果」以積極的態度做出決定。9月12日，個人YouTube頻道於當天早晨用戶訂閱突破100萬人次。10月28日，舉行線上畢業演唱會「NOGIZAKA46 Mai Shiraishi Graduation Concert ～Always beside you～」，正式從乃木坂46畢業。11月1日，開設個人官方網站及Instagram、Twitter帳號。11月26日，白石位於乃木坂46內的部落格正式關閉。
2021年6月15日，宣布出演由齋藤工主演的朝日電視台電視劇《漂流者》（7月23日播出），這是白石自乃木坂46畢業後首次出演連續劇。9月10日，宣布在朝日電視台的綜藝節目《我能夠拍到幕後花絮!》（每週四晚間7點播出）中擔任主持人，於同月23日播出。這是白石首次在黃金時段的常規節目中擔任主持工作，與搞笑組合KAMAITACHI一起負責主持工作。10月27日，宣布出演電影《噬謊者》，在劇中飾演經營黑市賭場，以巧妙的手段從客人手中勒索錢財的老闆鞍馬蘭子。電影在隔年2月11日上映。11月26日，宣布成立飾品品牌「ALP」（アルプ）並兼任品牌總監。品牌名的是來自羅曼什語的「Alb」，「白」的意思，有著和諧和純粹的意思，傳達在反復試做中成形帶有感情的飾品。12月13日，宣布出演月九劇《勿說是推理》，在劇中神秘美女犬堂愛珠，因為非常美麗而廣為人知，由於病弱的一面，成為有點謎一樣的角色，卻命運悲慘。
2022年1月26日，宣布成為動畫電影《名偵探柯南：萬聖節的新娘》的嘉賓聲優，同時也是白石首次擔任參與配音工作。

## 人物
白石的暱稱是Maiyan（まいやん），早期使用的Catch Phrase（自我介紹詞）是「大家好，我是來自四次元的美乃滋星人，今年19歲的白石麻衣」（四次元から來ましたマヨラー星人、19歳、白石麻衣です）、「特色是淨白的肌膚」（白い肌がチャームポイント），現已改為簡單自介的「我是○○歲的白石麻衣」。有一位大三歲的姐姐。
於綜藝中有著「黑石」（黒石）這樣的角色，取自其姓氏以「白」的反義代表反常於平時清新的偶像形象，偶爾會於綜藝與日常中出現，誕生於《乃木坂在哪裡？》，當同團成員秋元真夏開始裝清純可愛時會觸發白石的抖S及吐槽發火的一面。曾被說像是花牌情緣裡的綾瀨千早。在第2本寫真集宣傳期中還誕生了「吃貨石」（食べ石）這樣的角色，由於吃相豪爽且非常可愛純真廣受粉絲們的喜愛。
憧憬的女性是石原聰美、壇蜜、佐佐木希和森繪梨佳，佐佐木希同時也是作為目標的人，理由是有涉足模特、演員和歌手領域。對聲音和戲劇的工作有興趣。
白石和高山一實收錄在乃木坂46第4張單曲《制服模特兒》的組合曲《澀谷BLUES》（渋谷ブルース）中，取兩人的姓氏頭文字「白」、「高」組合成為兩人組合名「WHITE HIGH」，白石作為裝傻擔當，高山則作為吐槽擔當的搞笑組合。另外，白石將永島聖羅稱為「妹蛋」（いもたん），永島則稱呼白石為「姐蛋」（お姉たま），二人组成非官方正式的組合「姊妹蛋」（いもたまコンビ）。此外，與松村沙友理自團體結成初期開始就關係非常好，在團內與粉絲中以關係非常親密良好而盛名一同被稱為「笨蛋情侶」（バカップル）。
白石是乃木坂46中最早以個人身分從事演藝活動的成員之一，也是第一位獲時尚雜誌採用為常規模特兒的成員。與松村沙友理、橋本奈奈未出道初期就有著高人氣且因同齡並帶領著團體前進，一同被歌迷稱為乃木坂46的「御三家」。而橋本奈奈未於2017年2月20日畢業後，白石成為唯一在乃木坂46所有單曲中均是「福神」（前排表演站位）的成員（直到2020年10月28日畢業為止）。
乃木坂46成員中白石的推是生田繪梨花，原因是唱歌、跳舞、鋼琴都很好，風格也很可愛，簡直完美。
特技包括料理、模仿、射击。

## 音樂作品
- 標註「★」符號表示該首歌曲有拍攝MV。

### 單曲
乃木坂46
|      | 發行日期       | 單曲名稱           | 參與歌曲名稱           | MV | 備註                       |
| ---- | -------------- | ------------------ | ---------------------- | -- | -------------------------- |
| 01st | 2012年02月22日 | 窗簾圍繞           | 窗簾圍繞               | ★  | 出道作品 七福神            |
| 01st | 2012年02月22日 | 窗簾圍繞           | 可能想見你             | ★  |                            |
| 01st | 2012年02月22日 | 窗簾圍繞           | 不想失去               | ★  |                            |
| 01st | 2012年02月22日 | 窗簾圍繞           | 乘著白雲               |    |                            |
| 01st | 2012年02月22日 | 窗簾圍繞           | 乃木坂之詩             | ★  |                            |
| 02nd | 2012年05月02日 | 來吧Shampoo！      | 來吧Shampoo！          | ★  | 七福神                     |
| 02nd | 2012年05月02日 | 來吧Shampoo！      | 心之靈藥               |    |                            |
| 02nd | 2012年05月02日 | 來吧Shampoo！      | 推說是偶然             | ★  | Center                     |
| 02nd | 2012年05月02日 | 來吧Shampoo！      | HOUSE!                 |    |                            |
| 03rd | 2012年08月22日 | 奔馳吧！Bicycle    | 奔馳吧！Bicycle        | ★  | 七福神                     |
| 03rd | 2012年08月22日 | 奔馳吧！Bicycle    | 性急的蝸牛             | ★  |                            |
| 03rd | 2012年08月22日 | 奔馳吧！Bicycle    | 人為什麼奔跑？         | ★  |                            |
| 03rd | 2012年08月22日 | 奔馳吧！Bicycle    | 沉默的吉他             | ★  |                            |
| 04th | 2012年12月19日 | 制服模特兒         | 制服模特兒             | ★  | 八福神                     |
| 04th | 2012年12月19日 | 制服模特兒         | 指望遠鏡               | ★  |                            |
| 04th | 2012年12月19日 | 制服模特兒         | 澀谷BLUES              |    | 與高山一實合唱             |
| 05th | 2013年03月13日 | 你就是希望         | 你就是希望             | ★  | 八福神                     |
| 05th | 2013年03月13日 | 你就是希望         | 乾脆一點               | ★  |                            |
| 05th | 2013年03月13日 | 你就是希望         | 浪漫墨魚燒             |    |                            |
| 05th | 2013年03月13日 | 你就是希望         | 彈額頭                 | ★  |                            |
| 06th | 2013年07月03日 | Girls' Rule        | Girls' Rule            | ★  | Center                     |
| 06th | 2013年07月03日 | Girls' Rule        | 世界上最孤獨的Lover    | ★  | Center                     |
| 06th | 2013年07月03日 | Girls' Rule        | 蝙蝠啊                 |    |                            |
| 06th | 2013年07月03日 | Girls' Rule        | 人們的樂器             |    |                            |
| 07th | 2013年11月27日 | 髮夾               | 髮夾                   | ★  | 八福神+1                   |
| 07th | 2013年11月27日 | 髮夾               | 月亮的大小             | ★  |                            |
| 07th | 2013年11月27日 | 髮夾               | 為了我 為了誰          |    | Center                     |
| 07th | 2013年11月27日 | 髮夾               | 如此的笨蛋・・・・     | ★  |                            |
| 08th | 2014年04月02日 | 察覺時已是單戀     | 察覺時已是單戀         | ★  | 五福神                     |
| 08th | 2014年04月02日 | 察覺時已是單戀     | 浪漫的開始             | ★  |                            |
| 08th | 2014年04月02日 | 察覺時已是單戀     | 呼吸的方法             |    |                            |
| 08th | 2014年04月02日 | 察覺時已是單戀     | 孤獨兄弟               | ★  | 與橋本奈奈未合唱           |
| 09th | 2014年07月09日 | 夏天的Free&Easy    | 夏天的Free&Easy        | ★  | 十福神                     |
| 09th | 2014年07月09日 | 夏天的Free&Easy    | 無能為力地待在你身邊   |    |                            |
| 09th | 2014年07月09日 | 夏天的Free&Easy    | 在那之前的出口         | ★  | Center                     |
| 10th | 2014年10月08日 | 第幾次的藍天？     | 第幾次的藍天？         | ★  | 十福神                     |
| 10th | 2014年10月08日 | 第幾次的藍天？     | 敲響倒下的鐘           | ★  |                            |
| 10th | 2014年10月08日 | 第幾次的藍天？     | Tender days            |    |                            |
| 11th | 2015年03月18日 | 生命如此美好       | 生命如此美好           | ★  | 十福神                     |
| 11th | 2015年03月18日 | 生命如此美好       | 慢慢恢復中             | ★  | Center                     |
| 12th | 2015年07月22日 | 太陽敲敲門         | 太陽敲敲門             | ★  | 十福神                     |
| 12th | 2015年07月22日 | 太陽敲敲門         | 魚兒們的LOVE SONG      | ★  | 與橋本奈奈未共同擔任Center |
| 12th | 2015年07月22日 | 太陽敲敲門         | 羽毛的記憶             | ★  |                            |
| 13th | 2015年10月28日 | 此刻，想說話的對象 | 此刻，想說話的對象     | ★  | 與西野七瀨共同擔任Center   |
| 13th | 2015年10月28日 | 此刻，想說話的對象 | POPIPAPAPA             | ★  | 與西野七瀨共同擔任Center   |
| 13th | 2015年10月28日 | 此刻，想說話的對象 | 忘卻悲傷的方法         | ★  |                            |
| 14th | 2016年03月23日 | 當春紫苑盛開時     | 當春紫苑盛開時         | ★  | 十福神                     |
| 14th | 2016年03月23日 | 當春紫苑盛開時     | 陡坡                   | ★  | Center                     |
| 15th | 2016年07月27日 | 赤腳Summer         | 赤腳Summer             | ★  | 十福神                     |
| 15th | 2016年07月27日 | 赤腳Summer         | 專屬光芒               |    |                            |
| 15th | 2016年07月27日 | 赤腳Summer         | 離岸少女               | ★  | 獨唱曲                     |
| 16th | 2016年11月09日 | 再見的意義         | 再見的意義             | ★  | 十一福神                   |
| 16th | 2016年11月09日 | 再見的意義         | 孤獨的藍天             |    |                            |
| 17th | 2017年03月22日 | 大影響家           | 大影響家               | ★  | 與西野七瀨共同擔任Center   |
| 17th | 2017年03月22日 | 大影響家           |                        | ★  | 姐姐坂                     |
| 18th | 2017年08月09日 | 蜃景               | 蜃景                   | ★  | 十二福神                   |
| 18th | 2017年08月09日 | 蜃景               | 女人無法獨自入眠       | ★  |                            |
| 18th | 2017年08月09日 | 蜃景               | 漫長夏日…              |    |                            |
| 18th | 2017年08月09日 | 蜃景               | 能盡情哭泣不是很好嗎？ |    |                            |
| 19th | 2017年10月11日 | 及時行事           | 及時行事               | ★  | 十一福神                   |
| 19th | 2017年10月11日 | 及時行事           | 失眠症                 |    |                            |
| 19th | 2017年10月11日 | 及時行事           | 就這樣吧               | ★  | 與秋元真夏合唱             |
| 20th | 2018年04月25日 | 同步巧合           | 同步巧合               | ★  | Center                     |
| 20th | 2018年04月25日 | 同步巧合           | Against                | ★  |                            |
| 21st | 2018年08月08日 | 以自我為中心！     | 以自我為中心！         | ★  | 十四福神                   |
| 21st | 2018年08月08日 | 以自我為中心！     | 空扉                   | ★  |                            |
| 21st | 2018年08月08日 | 以自我為中心！     | 心的獨白               | ★  | 與西野七瀨合唱             |
| 21st | 2018年08月08日 | 以自我為中心！     | 我喜歡過你，但是…      |    |                            |
| 22nd | 2018年11月14日 | 想繞遠路回家       | 想繞遠路回家           | ★  | 十四福神                   |
| 22nd | 2018年11月14日 | 想繞遠路回家       | 蕭邦的謊言             |    |                            |
| 23rd | 2019年05月29日 | Sing Out!          | Sing Out!              | ★  | 十四福神                   |
| 23rd | 2019年05月29日 | Sing Out!          | 那樣的存在             | ★  | 與齋藤飛鳥合唱             |
| 24th | 2019年09月04日 | 黎明來臨前無須逞強 | 黎明來臨前無須逞強     | ★  | 十一福神                   |
| 24th | 2019年09月04日 | 黎明來臨前無須逞強 | 你，認識我嗎？         |    |                            |
| 24th | 2019年09月04日 | 黎明來臨前無須逞強 | 我的信念               |    |                            |
| 25th | 2020年03月25日 | 幸福的保護色       | 幸福的保護色           | ★  | Center                     |
| 25th | 2020年03月25日 | 幸福的保護色       | 掰掰。                 | ★  | 畢業獨唱曲 作詞            |

1. ↑  站位依據官方MV及演唱會正式呈現為參考依據。
2. 1 2  收錄於單獨發行的MV合集《ALL MV COLLECTION～當時的少女們～》。
3. ↑  根據單曲CD内附歌詞本，小分隊名稱。

其他
| 發行日期                                    | 單曲名稱       | 參與歌曲名稱 | MV | 備註         |
| ------------------------------------------- | -------------- | ------------ | -- | ------------ |
| 2012年7月25日                               | 大人彩色糖     | 不再綁雙馬尾 | ★  | 麻友坂46     |
| 2016年3月09日                               | 你就是旋律     | 混和體       | ★  | 乃木坂AKB    |
| 2019年3月13日                               | 回憶上心頭DAYS | 必然性       |    | IZ4648       |
| 2020年6月17日（日本） 2020年6月24日（海外） | 世界中的鄰居啊 | —            | ★  | 下載限定歌曲 |

未發行
| 發行日期      | 歌曲名稱  | 備註           |
| ------------- | --------- | -------------- |
| 2019年12月4日 | Necessary | 與鈴木雅之合唱 |

### 專輯
乃木坂46
|     | 發行日期      | 專輯名稱         | 參與歌曲名稱   | 備註                     |
| --- | ------------- | ---------------- | -------------- | ------------------------ |
| 1st | 2015年1月07日 | 透明色           | 革命之馬       | Center                   |
| 1st | 2015年1月07日 | 透明色           | 我所在的地方   |                          |
| 2nd | 2016年5月25日 | 屬於我們的位子   | 契機           | 與西野七瀨共同擔任Center |
| 2nd | 2016年5月25日 | 屬於我們的位子   | 太陽的誘惑     |                          |
| 2nd | 2016年5月25日 | 屬於我們的位子   | 空氣感         | Center                   |
| 3rd | 2017年5月24日 | 最初的夢想       | 跳傘           | 與西野七瀨共同擔任Center |
| 3rd | 2017年5月24日 | 最初的夢想       | 設定溫度       |                          |
| 3rd | 2017年5月24日 | 最初的夢想       | 流星迪斯可     | 與松村沙友理合唱         |
| 4rd | 2019年4月17日 | 直到此刻化成回憶 | 毫無特色的戀愛 | 與齋藤飛鳥共同擔任Center |
| 4rd | 2019年4月17日 | 直到此刻化成回憶 | 無法托著腮入睡 |                          |

## 演出

### 電視劇
- 欺詐偶像（さばドル；2012年1月14日－4月7日，東京電視台）：飾演 白石麻衣[122]
- 週五ROADSHOW！特別劇企劃 假面教師（金曜ロードSHOW! 特別ドラマ企画 仮面ティーチャー；2014年2月14日，日本電視台）：飾演 早瀨光（早瀬あかり）[123]
- 花燃 第29話（花燃ゆ；2015年7月19日，NHK）：飾演 女侍者[124][註 4]
- 初森BEMARS（初森ベマーズ；2015年7月11日－9月26日，東京電視台）：飾演 美麗（キレイ）[125]
- 毛骨悚然撞鬼經驗
  - 夏之特別篇2016「多了一個人的電梯」（もう1人のエレベーター；2016年8月20日，富士電視台）：飾演 佐佐木綺羅（主演）[126][註 5]
  - 夏之特別篇2023「滯留的痕跡」（滞留する痕；2023年8月19日，富士電視台）：飾演 向井繪美（主演）[127]
- 陪酒須加學園 第10集（キャバすか学園；2017年1月16日，日本電視台）：飾演 白石麻衣（本人）[128]
- 或許能幹委員會（やれたかも委員会；2018年4月22日－6月17日，每日放送）：飾演 月綾子[129]
- 世界奇妙物語 春之特別篇2018「follower」（2018年5月12日，富士電視台）：飾演 藤田小春（主演）[61]
- 絕對零度～未然犯罪潛入搜查～（絶対零度〜未然犯罪潜入捜査〜；2018年8月27日，富士電視台）：飾演 砂田繭美[130]
- 我的裙子，去哪了？（俺のスカート、どこ行った?；2019年4月20日－6月22日，日本電視台）：飾演 里見萌[68]
- 乃木坂電影院～STORY of 46～ 第10集《街上的孩子們》（2020年2月26日，FOD（日语：フジテレビオンデマンド）／2020年3月25日，富士電視台）：飾演 由梨（單篇主演）[131][132]
- 漂流者（漂着者；2021年7月23日－9月24日，朝日電視台）：飾演 新谷詠美[133]
- 勿說是推理 第2至3集、第11集至最終集（ミステリと言う勿れ；2022年1月24日－31日、3月21日－28日，富士電視台）：飾演 犬堂愛珠[95]
- 鋼盔（；2022年7月6日－9月14日，富士電視台）：飾演 櫻間冬美[134]
- 風間公親－教場0－ 第7、8集（2023年5月22日－29日，富士電視台）：飾演 鐘羅路子[135]
- 我最糟糕的朋友 第29集至最終集（わたしの一番最悪なともだち；2023年10月9日－12日，NHK綜合台）：飾演 高梨寧寧[136]
- 入侵者們的晚餐（侵入者たちの晩餐；2024年1月3日，日本電視台）：飾演 藤崎奈津美[137]
- 戀愛警護24小時（；2024年1月13日－3月9日，朝日電視台）：飾演 岸村里夏（女主角）[138]
- Okura～難解事件搜查～（2024年10月8日－12月17日，富士電視台）：飾演 結城倫子[139]
- 法庭之龍 第1集・第4集・第6集 - 最終集（法廷のドラゴン；2025年1月17日・2月7日・2月21日－3月7日，東京電視台）：飾演 駒木兎羽[140]
- 最後的鑑定人（最後の鑑定人；2025年7月9日－，富士電視台）：飾演 高倉柊子[141]

### 電視综艺
- 愛賽馬！（日语：うまズキッ!）（；2013年1月5日－2016年12月24日，富士電視台）- 助理主持人[22]
- BACHI BACHI Erekiteru（日语：バチバチエレキテる）（；2013年4月17日－9月18日，富士電視台）- 主持人[142]
- 每個人的競馬（2016年1月10日－2018年3月25日，富士電視台）- 不定期出演[143]
- 馬好王國〜UmazuKingdom〜（日语：馬好王国〜UmazuKingdom〜）（；2017年1月8日－2018年3月25日，富士電視台）- 助理主持人[144]
- （2021年4月28日，朝日電視台）- 主持人[145]
- 搞笑短篇集GP（2021年5月9日、9月20日；2022年1月2日、9月19日；2023年1月2日，富士電視台）- 主持人[註 6][146]
- Gout Temps Nouveau2（2021年5月19日－26日，關西電視台）[註 7][147]
- 我能夠拍到幕後花絮!（；2021年9月23日－2022年9月15日，朝日電視台）- 主持人[註 8][148]
- 日村巴士!（2021年11月3日－，NHK綜合台）- 旁白[149]
- 鬧鐘電視（2022年8月10日－17日、31日，富士電視台）- 8月份娛樂主持人[150]
- 身體WEEK（2022年10月30日－11月5日，日本電視台）- 支援者[151]
- GURU GURU 99（2025年1月16日－，日本電視台）-「美食冤大頭26」固定班底[152]

### 迷你節目
- 新冠病毒 保護生命的行動（新型コロナ 命を守る行動を、NHK）
  - 白石麻衣 （2021年2月15日）[153]
  - 白石麻衣 （2021年2月16日）[153]

### 電影
- 劇場版 BAD BOYS J -最後要保護的東西-（劇場版BAD BOYS J -最後に守るもの-；2013年11月9日上映，Showgate（日语：博報堂DYミュージック&ピクチャーズ））：飾演 真崎奈緒[29]
- 黑金丑島君 Part3（闇金ウシジマくん Part3；2016年9月22日上映，東寶、S・D・P（日语：スターダストピクチャーズ）／2016年12月16日，台灣：原創娛樂[154]）：飾演 麻生麗娜[155]
- 薙刀社青春日記（あさひなぐ；2017年9月22日上映，東寶／2017年12月8日，台灣：鴻基國際視訊、蜜蜂工房）：飾演 宮路真春[156][157]
- 原本以為只是手機掉了 被囚禁的殺人鬼（日语：スマホを落としただけなのに 囚われの殺人鬼）（；2020年2月21日，東寶／2020年8月7日，台灣：車庫娛樂[158]）：飾演 松田美乃里（女主角）[69]
- 噬謊者（嘘喰い；2022年2月11日上映，日本華納家庭娛樂）：飾演 鞍馬蘭子（女主角）[92][159]
- 殭屍100～在成為殭屍前要做的100件事～（ゾン100〜ゾンビになるまでにしたい100のこと〜；2023年8月3日上映，Netflix）：飾演 三日月閑（女主角）[160]
- 原本以為只是手機掉了～最終章～最後的黑客遊戲（スマホを落としただけなのに 〜最終章〜 ファイナル ハッキング ゲーム；2024年11月1日上映，東寶）：飾演 松田美乃里[161]
- 聖☆哥傳 THE MOVIE〜聖人 VS 惡魔軍團〜（聖☆おにいさん THE MOVIE〜ホーリーメン VS 悪魔軍団〜；2024年12月20日上映，東寶）：飾演 弁才天[162]
- 地下忍者（アンダーニンジャ；2025年1月24日上映，東寶）：飾演 鈴木[163]

### 動畫電影
- 名偵探柯南：萬聖節的新娘（名探偵コナン ハロウィンの花嫁；2022年4月15日上映，東寶）：聲演 艾蓮妮克·拉弗倫蒂耶娃[164]

### 電視動畫
- 殭屍100～在成為殭屍前要做的100件事～ 第7話（2023年9月3日，每日放送、TBS電視台）：飾演 避難民客人3[165]

### 網路劇
- 噬謊者 -鞍馬蘭子篇/梶隆臣篇-（2022年2月11日－3月4日，dTV（日语：dTV (NTTドコモ)））：飾演 鞍馬蘭子（主演）[註 9][166]
- No Activity Season2（2024年9月13日，Amazon Prime Video）：飾演 柊冬花[167]

### 舞台劇
- 乃木坂46版音樂劇 美少女戰士（ミュージカル「美少女戦士セーラームーン」；2018年6月8日－24日，天王洲 銀河劇場（日语：天王洲 銀河劇場）／2018年9月21日－30日，TBS赤坂ACT劇場）：飾演 希蕾妮蒂女王（影像友情出演）[168]

### 廣播節目
- 乃木坂46白石麻衣的All Night Nippon（2020年10月21日，日本放送）- 主持人[169][170]

### 電視廣告
- forTUNE music（2013年4月－，Sony Music Marketing（日语：ソニー・ミュージックマーケティングユナイテッド））[171][172]
- L'EST ROSE（2013年8月20日－，L'EST ROSE）[31][173]
- Samantha Tiara 2013 聖誕珠寶（2013年11月－，Samantha Thavasa（日语：サマンサタバサ））[34]
- Palty（2015年3月15日－，塔莉雅）[174]
- 妮維雅棉花糖護理身體系列（2017年9月11日－，妮維雅花王（日语：ニベア花王））[175]
- 資生堂
  - MAQuillAGE（日语：MAQuillAGE）（2017年11月3日－）[54]
  - SENKA（2021年3月19日－）[176][177]
- 3D抓物機APP「神之手」（2017年12月28日－，Brangista Game）- 與出川哲朗共演[178]
- SHOPLIST（日语：SHOPLIST）（2018年4月21日－，CROOZ）[179]
- KAGOME Labre植物性乳酸菌飲料（2018年5月10日－，KAGOME）[180][181]
- 冰結（2018年7月3日－，麒麟麦酒株式会社）- 與東京斯卡樂園共演[182]
- 軟銀
  - 「Giga國物語」
    - 「」篇（2019年1月12日－）- 與岡田准一、土屋太鳳、北村匠海共演[183]
    - 「Wi-Fi難民」篇（2019年1月12日－）- 與岡田准一、土屋太鳳、北村匠海共演[183]
    - 「屋上」篇（2019年3月20日－）- 與岡田准一、土屋太鳳、北村匠海共演[184]
    - 「」篇（2019年6月27日－）- 與土屋太鳳、安東尼奧·豬木共演[185]
    - 「」篇（2019年7月26日－）- 與岡田准一、土屋太鳳、北村匠海共演 [186]

  - 「Google Pixel 3a」（2019年6月8日－）[187]
- 为了谁的錬金術師（日语：誰ガ為のアルケミスト）編（2019年6月12日－，Fuji&gumi Games）[188]
- 朝日超爽啤酒（朝日啤酒）
  - 篇（2020年2月12日－）- 與秋元真夏、新內真衣、中田花奈共演[189]
  - 篇（2020年3月3日－）- 與秋元真夏、新內真衣、中田花奈共演[190]
  - 篇（2020年7月10日－）- 與菅田将暉、中村倫也、尾上菊之助（日语：尾上菊之助 (5代目)）、小日向文世共演[191]
  - 「春、待ってるよ」篇（2021年1月26日－）- 與西野七瀨共演[192][193][194]
  - 「体験!生ジョッキ缶 白石麻衣」篇（2021年12月20日－）[195]
  - 「もうすぐ春、2022」篇（2022年2月4日－）- 與西野七瀨共演[196][197]
  - 「世界初!生ジョッキ缶」篇（2022年3月26日－）- 與西野七瀨共演[198]
  - 「まるでお店の一杯目!」篇（2023年1月21日－）- 與西野七瀨共演[199][200]
  - 「心躍る、春になれ。」篇（2023年1月31日－）- 與絢香共演[201]
- 龍族幻想（騰訊遊戲）[202]
  - 「Cyber Tokyo」篇（2020年4月9日－）[202]
  - 「SAKURA」篇（2020年4月9日－）[202]
- 外匯.com（2020年11月2日－，Gaitame.Com（日语：外為どっとコム））[203]
- Challenge You Can 2021（2021年1月1日－，U-CAN（日语：ユーキャン））[204]
- HENNGE One篇（2021年1月5日：中京圈－／2月11日：全國－，HENNGE）[205]
- Amazon Prime Video「飛向喜歡的時間。｜Amazon Prime Video 模特兒／女演員」篇（2021年6月11日－，亞馬遜日本）[206]
- Furatto35（住宅金融支援機構）[207]
  - 「しあわせへの道」篇（2023年4月15日－）[208]
  - 「脱炭素社会への道」篇（2023年4月15日－）[208]
  - 「パレード」篇（2023年12月9日－）[209]
  - 「子育てプラス」篇（2024年7月12日－）[210]
  - 「子育て世帯を応援！」篇（2024年7月12日－）[211]
- 日本麥當勞 起司培根馬鈴薯派「いつものパイとあなどるなかれ」篇（2024年7月30日－）[212]
- 卡普空 Monster Hunter Now（2024年12月12日－）[213]

### 平面代言
- CECIL McBEE（2017年）- 形象代言人[53]
- feliamo（2018年3月1日－，PIA）- 形象模特兒[56][214]
- GRL（2020年10月11日－，ART DECO）- 形象大使[215]
- UNIQLO：C（2023年9月13日－，優衣庫）- 形象代言人[216][217]
- 蘆屋roseblanc（2024年4月8日－）- 品牌形象大使[218][219]

### 網路節目
- 乃木坂46 白石麻衣 寫真集《PASSPORT》發售記念Special（2017年2月6日，SHOWROOM）[220]
- 乃木坂46 白石麻衣 寫真集《PASSPORT》大Hit記念Special（2017年2月26日，SHOWROOM）[221]
- 乃木坂46 常規企畫「⊿」（SHOWROOM）
  - 2018年8月1日[222]
  - 2018年9月20日[223]
  - 2018年11月16日[224]
  - 2019年1月16日[225]
  - 2019年4月11日[226]
  - 2019年8月9日[227]
  - 2019年11月27日[228]
- 安室奈美惠時尚總選舉 FASHION MOVIE BEST 50（2018年9月9日，AbemaTV）[229]
- THE FIRST TAKE 第289回（2023年2月3日，YouTube）[註 10][230]

### 活動
- Girls Award
  - 2012 AUTUMN／WINTER（2012年11月8日，國立代代木競技場第一體育館）[20]
  - 2013 SPRING／SUMMER（2013年3月23日，國立代代木競技場第一體育館）[231]
  - 2013 AUTUMN／WINTER（2013年9月28日，國立代代木競技場第一體育館）[232]
  - 2014 AUTUMN／WINTER（2014年10月1日，國立代代木競技場第一體育館）[233]
  - 2015 SPRING／SUMMER（2015年4月29日，國立代代木競技場第一體育館）[234]
  - 2016 SPRING／SUMMER（2016年4月9日，國立代代木競技場第一體育館）[235]
  - 2016 AUTUMN／WINTER（2016年10月8日，國立代代木競技場第一體育館）[236]
  - 2017 SPRING／SUMMER（2017年5月3日，國立代代木競技場第一體育館）[237]
  - 2017 AUTUMN／WINTER（2017年9月16日，幕張展覽館）[238]
  - 2018 SPRING／SUMMER（2018年5月19日，幕張展覽館）[239]
  - 2018 AUTUMN／WINTER（2018年9月16日，幕張展覽館）[240]
  - 2019 SPRING／SUMMER（2019年5月18日，幕張展覽館）[241]
  - 2019 AUTUMN／WINTER（2019年9月28日，幕張展覽館）[242]
- 東京女孩展演
  - 2015 AUTUMN／WINTER（2015年9月27日，國立代代木競技場第一體育館）[243]
  - takagi presents TGC KITAKYUSYU 2015 by TOKYO GIRLS COLLECTION（2015年10月17日，西日本綜合展示場 新館（日语：西日本総合展示場））[244]
  - 2016 SPRING／SUMMER（2016年3月19日，國立代代木競技場第一體育館）[245]
  - TGC CAMPUS 2016 Spring Edition supported by beachwalkers.（2016年5月21日，alife）[246]
  - 2016 AUTUMN／WINTER（2016年9月3日，埼玉超級競技場）[247]
  - TGC KITAKYUSHU 2016 by TOKYO GIRLS COLLECTION（2016年10月9日，西日本綜合展示場 新館）[248]
  - 2017 SPRING／SUMMER（2017年3月25日，國立代代木競技場第一體育館）[249]
  - 2017 AUTUMN／WINTER（2017年9月2日，埼玉超級競技場）[250]
  - TGC KITAKYUSHU 2017 by TOKYO GIRLS COLLECTION（2017年10月21日，西日本綜合展示場 新館）[251]
  - 2017 Istyle presents TGC HIROSHIMA by TOKYO GIRLS COLLECTION（2017年12月9日，廣島Green Aren（日语：広島県立総合体育館））[252]
  - 2018 SPRING／SUMMER（2018年3月31日，橫濱體育館）[253]
  - 2018 takagi presents TGC KITAKYUSHU by TOKYO GIRLS COLLECTION（2018年10月6日，西日本綜合展示場 新館）[254]
  - 2019 SDGs推進 TGC 靜岡 by TOKYO GIRLS COLLECTION（2019年1月12日，Twin Messe靜岡（日语：静岡産業支援センター））[255]
  - 2019 SPRING／SUMMER（2019年3月30日，橫濱體育館）[256]
  - 2019 TGC KUMAMOTO by TOKYO GIRLS COLLECTION（2019年4月20日，熊本產業展示場（日语：熊本産業展示場））[257]
  - 2019 AUTUMN／WINTER（2019年9月7日，埼玉超級競技場）[258]
  - 2020 SPRING／SUMMER（2020年2月29日，國立代代木競技場第一體育館）[259]
  - 2020 AUTUMN／WINTER（2020年9月5日，埼玉超級競技場）[260]
- 特別展「和食 〜日本的自然、人民的智慧〜」（2023年10月28日－2024年2月25日，國立科學博物館）- 語音導覽[261][262]

## 書籍

### 寫真集
- 清純的大人（清純な大人；2014年12月10日，幻冬舍）[263][264]
- 季刊 乃木坂 vol.2 初夏（2014年6月12日，東京新聞通信社）[265]
- PASSPORT（パスポート；2017年2月7日，講談社）[266][267]
- 白石麻衣 乃木坂46畢業記念Memorial Magazine（白石麻衣 乃木坂46卒業記念メモリアルマガジン；2020年10月21日，講談社）[268][269]

### 寫真書
- MAI STYLE（2015年1月23日，主婦之友社（日语：主婦の友社））[270][271]

### 雜誌連載
- LARME（2012年9月14日－2018年5月17日，德間書店）- 常規模特兒[272]
- Ray（2013年3月23日－2018年3月23日，主婦之友社（日语：主婦の友社））- 專屬模特兒[25]
  - 白石麻衣×木部明美 MAI BRAND NEW FACE（2013年7月23日－2014年6月23日）
  - 白石麻衣 續 MAI BRAND NEW FACE（2014年7月23日－2015年11月21日）
  - 白石麻衣 Doing it!!（2015年12月22日－2017年2月23日）[273]
  - MAI CHAN-NEL（2017年3月23日－2018年3月23日）[274]

### 關聯書籍
- Ray特別編集－女孩們誰都能上手的美妝書（2014年3月11日，主婦之友社）[275]
- 聯結愛!與白飯相配的絕品・咖哩（2014年11月7日，主婦之友社）[276]
- Ray特別編集－女孩們誰都能上手的美妝書 決定版 - 第一次化妝的煩惱ALL解決（2015年4月23日，主婦之友社）[277]
- 白石麻衣×Samantha Thavasa Petit Choice×Ray 馬卡龍色NAIL BOOK（2015年11月25日，主婦之友社）[278]
- Ray特別企劃－變得可愛吧 髮型的習作本（2015年12月7日，主婦之友社）[279]
- Ray特別企劃－變得可愛吧 美妝的習作本（2015年12月7日，主婦之友社）[280]
- 木部明美美麗女星可愛妝容教學圖解專集（2016年9月21日，主婦之友社）[281]
- CECIL McBEE 2017 SPRING & SUMMER COLLECTION（2017年4月29日，CECIL McBEE）- 形象模特[282]
- Ray特別編集－可愛女孩魅力髮型彩妝造型寫真專集（2017年5月6日，主婦之友社）[283]
- CECIL McBEE 2017 AUTUMN COLLECTION（2017年8月26日，CECIL McBEE）- 形象模特[284]
- CECIL McBEE 2017 WINTER COLLECTION（2017年10月28日，CECIL McBEE）- 形象模特[285]
- 偶像女星魅力髮型彩妝造型寫真專集（2018年9月21日，主婦之友社）[286]

## 品牌
- ALP（アルプ；2021年11月26日－）- 創辦人兼設計總監[94]

## 獎項和表彰
- 2019年・第72回《野間文藝獎》- 特別獎[70]
- 2020年・《ananAWARD2020》- 繆思部門[287]
- 2023年・《年度最佳微笑賞》[288]
- 2024年・第35回《日本年度最佳珠寶佩戴獎》- 30代部門[289]

## 外部連結
- 白石麻衣官方網站（日語）
- 乃木坂46合同會社個人介紹頁（日語）
- 白石麻衣的Instagram帳戶（日語）
- 白石麻衣官方的X（前Twitter）（日語）
- YouTube上的my channel【白石麻衣 公式】頻道（日語）
- ALP（日語）
  - ALP的Instagram帳戶（日語）

乃木坂46時期
- 乃木坂46 白石麻衣 官方簡介（2011年8月21日－2020年11月26日）（日語）
- 乃木坂46 白石麻衣 官方部落格（2011年11月14日－2020年11月26日）（日語）
- 白石麻衣寫真集【公式】的X（前Twitter）（日語）
- 白石麻衣 官方755 （页面存档备份，存于）（日語）
- 白石 麻衣（乃木坂46）的SHOWROOM專頁（页面存档备份，存于）（日語）